# Mistrovství Evropy v házené žen 2010
9. mistrovství Evropy v házené žen se konalo 7.12. až 19.12. 2010 v Norsku a Dánsku.
Mistrovství se zúčastnilo 16 družstev, rozdělených do čtyř čtyřčlenných skupin. První tři týmy postoupili do dvou čtvrtfinálových skupin z nichž první dvě družstva hráli play off o medaile. Mistrem Evropy se stal tým Norska, který ve finále porazil tým Švédska. Třetí místo obsadil tým Rumunska.

## Místo konání
| Lillehammer      | Larvik                  | Aalborg         | Herning          | Aarhus          |
| ---------------- | ----------------------- | --------------- | ---------------- | --------------- |
| Håkons Hall      | Boligmappa Arena Larvik | Gigantium       | Jyske Bank Boxen | Aarhus Stadium  |
| Kapacita: 11 500 | Kapacita: 4 000         | Kapacita: 7 600 | Kapacita: 12 000 | Kapacita: 4 740 |
|                  |                         |                 |                  |                 |

### Skupina A
| Poř. | tým       | Z | V | R | P | VB | OB | +/− | B | výsledek                 |
| ---- | --------- | - | - | - | - | -- | -- | --- | - | ------------------------ |
| 1.   | Dánsko    | 3 | 3 | 0 | 0 | 72 | 61 | +11 | 6 | postup do hlavní skupiny |
| 2.   | Rumunsko  | 3 | 2 | 0 | 1 | 92 | 79 | +13 | 4 | postup do hlavní skupiny |
| 3.   | Španělsko | 3 | 1 | 0 | 2 | 71 | 75 | −4  | 2 | postup do hlavní skupiny |
| 4.   | Srbsko    | 3 | 0 | 0 | 3 | 71 | 91 | −20 | 0 |                          |

| 7. prosince 18:15 | Španělsko | 26 – 30 | Rumunsko  | Gigantium Arena, Aalborg Počet diváků: 4,231 Rozhodčí: Arntsen, Gullaksen (NOR) |
| 7. prosince 18:15 | Pena 6    | (10–15) | Vărzaru 9 | Gigantium Arena, Aalborg Počet diváků: 4,231 Rozhodčí: Arntsen, Gullaksen (NOR) |
| 7. prosince 18:15 | 3× 2×     | Report  | 3×        | Gigantium Arena, Aalborg Počet diváků: 4,231 Rozhodčí: Arntsen, Gullaksen (NOR) |

| 7. prosince 20:45 | Dánsko       | 25 – 20 | Srbsko     | Gigantium Arena, Aalborg Počet diváků: 6,223 Rozhodčí: Brunovský, Čanda (SVK) |
| 7. prosince 20:45 | Kviesgaard 4 | (14–6)  | Lekićová 7 | Gigantium Arena, Aalborg Počet diváků: 6,223 Rozhodčí: Brunovský, Čanda (SVK) |
| 7. prosince 20:45 | 2× 3×        | Report  | 1× 3×      | Gigantium Arena, Aalborg Počet diváků: 6,223 Rozhodčí: Brunovský, Čanda (SVK) |

| 9. prosince 18:45 | Srbsko                  | 23 – 26 | Španělsko | Gigantium Arena, Aalborg Počet diváků: 4,625 Rozhodčí: Kékes, Kékes (HUN) |
| 9. prosince 18:45 | Lekićová, Damnjanović 6 | (9–14)  | Alberto 5 | Gigantium Arena, Aalborg Počet diváků: 4,625 Rozhodčí: Kékes, Kékes (HUN) |
| 9. prosince 18:45 | 1× 2×                   | Report  | 1×        | Gigantium Arena, Aalborg Počet diváků: 4,625 Rozhodčí: Kékes, Kékes (HUN) |

| 9. prosince 20:45 | Rumunsko   | 22 – 25 | Dánsko     | Gigantium Arena, Aalborg Počet diváků: 6,476 Rozhodčí: Bonaventura, Bonaventura (FRA) |
| 9. prosince 20:45 | Neaguová 8 | (15–14) | Norgaard 7 | Gigantium Arena, Aalborg Počet diváků: 6,476 Rozhodčí: Bonaventura, Bonaventura (FRA) |
| 9. prosince 20:45 | 1× 4×      | Report  | 1× 3×      | Gigantium Arena, Aalborg Počet diváků: 6,476 Rozhodčí: Bonaventura, Bonaventura (FRA) |

| 11. prosince 18:45 | Rumunsko   | 40 – 28 | Srbsko  | Gigantium Arena, Aalborg Počet diváků: 5,800 Rozhodčí: Cohen, Peretz (ISR) |
| 11. prosince 18:45 | Neaguová 7 | (20–14) | Krpež 6 | Gigantium Arena, Aalborg Počet diváků: 5,800 Rozhodčí: Cohen, Peretz (ISR) |
| 11. prosince 18:45 | 3× 1×      | Report  | 4× 3×   | Gigantium Arena, Aalborg Počet diváků: 5,800 Rozhodčí: Cohen, Peretz (ISR) |

| 11. prosince 20:45 | Španělsko | 19 – 22 | Dánsko     | Gigantium Arena, Aalborg Počet diváků: 6,607 Rozhodčí: Opava, Válek (CZE) |
| 11. prosince 20:45 | Mangue 4  | (9–12)  | Troelsen 6 | Gigantium Arena, Aalborg Počet diváků: 6,607 Rozhodčí: Opava, Válek (CZE) |
| 11. prosince 20:45 | 4×        | Report  | 1× 3×      | Gigantium Arena, Aalborg Počet diváků: 6,607 Rozhodčí: Opava, Válek (CZE) |

### Skupina B
| Poř. | tým        | Z | V | R | P | VB | OB | +/− | B | výsledek                 |
| ---- | ---------- | - | - | - | - | -- | -- | --- | - | ------------------------ |
| 1.   | Rusko      | 3 | 2 | 0 | 1 | 82 | 69 | +13 | 4 | postup do hlavní skupiny |
| 2.   | Černá Hora | 3 | 2 | 0 | 1 | 78 | 74 | +4  | 4 | postup do hlavní skupiny |
| 3.   | Chorvatsko | 3 | 2 | 0 | 1 | 88 | 83 | +5  | 4 | postup do hlavní skupiny |
| 4.   | Island     | 3 | 0 | 0 | 3 | 69 | 91 | −22 | 0 |                          |

| 7. prosince 18:15 | Černá Hora | 24 – 22 | Rusko               | NRGI Atletion Arena, Aarhus Počet diváků: 600 Rozhodčí: Kékes, Kékes (HUN) |
| 7. prosince 18:15 | Popović 9  | (10–15) | Kuznetcova, Turey 4 | NRGI Atletion Arena, Aarhus Počet diváků: 600 Rozhodčí: Kékes, Kékes (HUN) |
| 7. prosince 18:15 | 4× 3× 1×   | Report  | 4× 3×               | NRGI Atletion Arena, Aarhus Počet diváků: 600 Rozhodčí: Kékes, Kékes (HUN) |

| 7. prosince 20:15 | Chorvatsko | 35 – 25 | Island          | NRGI Atletion Arena, Aarhus Počet diváků: 300 Rozhodčí: Cohen, Peretz (ISR) |
| 7. prosince 20:15 | Franić 9   | (19–12) | Stefansdottir 6 | NRGI Atletion Arena, Aarhus Počet diváků: 300 Rozhodčí: Cohen, Peretz (ISR) |
| 7. prosince 20:15 | 2× 3×      | Report  | 3×              | NRGI Atletion Arena, Aarhus Počet diváků: 300 Rozhodčí: Cohen, Peretz (ISR) |

| 9. prosince 18:15 | Island        | 23 – 26 | Černá Hora         | NRGI Atletion Arena, Aarhus Počet diváků: 1,200 Rozhodčí: Arntsen, Gullaksen (NOR) |
| 9. prosince 18:15 | Skúladóttir 8 | (10–14) | Radičević, Savić 6 | NRGI Atletion Arena, Aarhus Počet diváků: 1,200 Rozhodčí: Arntsen, Gullaksen (NOR) |
| 9. prosince 18:15 | 2×            | Report  | 4× 2×              | NRGI Atletion Arena, Aarhus Počet diváků: 1,200 Rozhodčí: Arntsen, Gullaksen (NOR) |

| 9. prosince 20:15 | Rusko       | 30 – 24 | Chorvatsko      | NRGI Atletion Arena, Aarhus Počet diváků: 900 Rozhodčí: Opava, Válek (CZE) |
| 9. prosince 20:15 | Kochetova 6 | (16–11) | Pušić, Franić 7 | NRGI Atletion Arena, Aarhus Počet diváků: 900 Rozhodčí: Opava, Válek (CZE) |
| 9. prosince 20:15 | 6× 3×       | Report  | 4× 3×           | NRGI Atletion Arena, Aarhus Počet diváků: 900 Rozhodčí: Opava, Válek (CZE) |

| 11. prosince 18:15 | Rusko       | 30 – 21 | Island        | NRGI Atletion Arena, Aarhus Počet diváků: 1,150 Rozhodčí: Bonaventura, Bonaventura (FRA) |
| 11. prosince 18:15 | Kochetova 6 | (16–9)  | Bragadóttir 5 | NRGI Atletion Arena, Aarhus Počet diváků: 1,150 Rozhodčí: Bonaventura, Bonaventura (FRA) |
| 11. prosince 18:15 | 2× 3×       | Report  | 6× 2×         | NRGI Atletion Arena, Aarhus Počet diváků: 1,150 Rozhodčí: Bonaventura, Bonaventura (FRA) |

| 11. prosince 20:15 | Černá Hora | 28 – 29 | Chorvatsko | NRGI Atletion Arena, Aarhus Počet diváků: 900 Rozhodčí: Brunovský, Čanda (SVK) |
| 11. prosince 20:15 | Popović 11 | (12–13) | Penezić 10 | NRGI Atletion Arena, Aarhus Počet diváků: 900 Rozhodčí: Brunovský, Čanda (SVK) |
| 11. prosince 20:15 | 6× 3×      | Report  | 4× 2×      | NRGI Atletion Arena, Aarhus Počet diváků: 900 Rozhodčí: Brunovský, Čanda (SVK) |

### Skupina C
| Poř. | tým        | Z | V | R | P | VB | OB | +/− | B | výsledek                 |
| ---- | ---------- | - | - | - | - | -- | -- | --- | - | ------------------------ |
| 1.   | Švédsko    | 3 | 3 | 0 | 0 | 85 | 68 | +17 | 6 | postup do hlavní skupiny |
| 2.   | Nizozemsko | 3 | 1 | 0 | 2 | 70 | 68 | +2  | 2 | postup do hlavní skupiny |
| 3.   | Ukrajina   | 3 | 1 | 0 | 2 | 71 | 81 | −10 | 2 | postup do hlavní skupiny |
| 4.   | Německo    | 3 | 1 | 0 | 2 | 78 | 87 | −9  | 2 |                          |

| 7. prosince 17:45 | Německo    | 25 – 27 | Švédsko   | Arena Larvik, Larvik Počet diváků: 1,956 Rozhodčí: Gubica, Milošević (CRO) |
| 7. prosince 17:45 | Mietzner 6 | (14–12) | Gulldén 7 | Arena Larvik, Larvik Počet diváků: 1,956 Rozhodčí: Gubica, Milošević (CRO) |
| 7. prosince 17:45 | 3×         | Report  | 5× 3×     | Arena Larvik, Larvik Počet diváků: 1,956 Rozhodčí: Gubica, Milošević (CRO) |

| 7. prosince 19:45 | Ukrajina   | 13 – 25 | Nizozemsko | Arena Larvik, Larvik Počet diváků: 607 Rozhodčí: Lythje, Christiansen (DEN) |
| 7. prosince 19:45 | Shymkute 5 | (8–13)  | Visser 10  | Arena Larvik, Larvik Počet diváků: 607 Rozhodčí: Lythje, Christiansen (DEN) |
| 7. prosince 19:45 | 1× 3×      | Report  | 5× 3×      | Arena Larvik, Larvik Počet diváků: 607 Rozhodčí: Lythje, Christiansen (DEN) |

| 8. prosince 17:45 | Švédsko       | 33 – 25 | Ukrajina   | Arena Larvik, Larvik Počet diváků: 1,034 Rozhodčí: Florescu, Duţă (ROU) |
| 8. prosince 17:45 | Torstensson 7 | (18–15) | Vashchuk 6 | Arena Larvik, Larvik Počet diváků: 1,034 Rozhodčí: Florescu, Duţă (ROU) |
| 8. prosince 17:45 | 3×            | Report  | 3× 2×      | Arena Larvik, Larvik Počet diváků: 1,034 Rozhodčí: Florescu, Duţă (ROU) |

| 8. prosince 19:45 | Nizozemsko        | 27 – 30 | Německo  | Arena Larvik, Larvik Počet diváků: 1,058 Rozhodčí: Lythje, Christiansen (DEN) |
| 8. prosince 19:45 | van der Heijden 7 | (18–17) | Lörper 7 | Arena Larvik, Larvik Počet diváků: 1,058 Rozhodčí: Lythje, Christiansen (DEN) |
| 8. prosince 19:45 | 7× 3×             | Report  | 5× 3×    | Arena Larvik, Larvik Počet diváků: 1,058 Rozhodčí: Lythje, Christiansen (DEN) |

| 10. prosince 17:45 | Švédsko   | 25 – 18 | Nizozemsko       | Arena Larvik, Larvik Počet diváků: 1,205 Rozhodčí: Stoļarovs, Līcis (LAT) |
| 10. prosince 17:45 | Gulldén 6 | (14–6)  | van der Wissel 6 | Arena Larvik, Larvik Počet diváků: 1,205 Rozhodčí: Stoļarovs, Līcis (LAT) |
| 10. prosince 17:45 | 2× 3×     | Report  | 1× 2×            | Arena Larvik, Larvik Počet diváků: 1,205 Rozhodčí: Stoļarovs, Līcis (LAT) |

| 10. prosince 19:45 | Německo  | 23 – 33 | Ukrajina     | Arena Larvik, Larvik Počet diváků: 894 Rozhodčí: Pavićević, Ražnatović (MNE) |
| 10. prosince 19:45 | Jurack 6 | (10–15) | Manaharova 8 | Arena Larvik, Larvik Počet diváků: 894 Rozhodčí: Pavićević, Ražnatović (MNE) |
| 10. prosince 19:45 | 2× 3×    | Report  | 1× 3×        | Arena Larvik, Larvik Počet diváků: 894 Rozhodčí: Pavićević, Ražnatović (MNE) |

### Skupina D
| Poř. | tým       | Z | V | R | P | VB | OB | +/− | B | výsledek                 |
| ---- | --------- | - | - | - | - | -- | -- | --- | - | ------------------------ |
| 1.   | Norsko    | 3 | 3 | 0 | 0 | 99 | 51 | +48 | 6 | postup do hlavní skupiny |
| 2.   | Maďarsko  | 3 | 2 | 0 | 1 | 62 | 71 | −9  | 4 | postup do hlavní skupiny |
| 3.   | Francie   | 3 | 1 | 0 | 2 | 69 | 73 | −4  | 2 | postup do hlavní skupiny |
| 4.   | Slovinsko | 3 | 0 | 0 | 3 | 54 | 89 | −35 | 0 |                          |

| 7. prosince 18:15 | Maďarsko | 28 – 19 | Slovinsko | Håkons Hall, Lillehammer Počet diváků: 4,300 Rozhodčí: Guseva, Vartanyan (RUS) |
| 7. prosince 18:15 | Bulath 6 | (16–10) | Zrnec 5   | Håkons Hall, Lillehammer Počet diváků: 4,300 Rozhodčí: Guseva, Vartanyan (RUS) |
| 7. prosince 18:15 | 5× 2×    | Report  | 2×        | Håkons Hall, Lillehammer Počet diváků: 4,300 Rozhodčí: Guseva, Vartanyan (RUS) |

| 7. prosince 20:15 | Norsko          | 33 – 22 | Francie  | Håkons Hall, Lillehammer Počet diváků: 5,145 Rozhodčí: Pavićević, Ražnatović (MNE) |
| 7. prosince 20:15 | Riegelhuthová 7 | (19–10) | Deroin 4 | Håkons Hall, Lillehammer Počet diváků: 5,145 Rozhodčí: Pavićević, Ražnatović (MNE) |
| 7. prosince 20:15 | 3×              | Report  | 3×       | Håkons Hall, Lillehammer Počet diváků: 5,145 Rozhodčí: Pavićević, Ražnatović (MNE) |

| 8. prosince 18:15 | Francie     | 18 – 21 | Maďarsko | Håkons Hall, Lillehammer Počet diváků: 2,178 Rozhodčí: Stoļarovs, Līcis (LAT) |
| 8. prosince 18:15 | Lacrabère 6 | (7–12)  | Bulath 5 | Håkons Hall, Lillehammer Počet diváků: 2,178 Rozhodčí: Stoļarovs, Līcis (LAT) |
| 8. prosince 18:15 | 2× 3×       | Report  | 6× 3×    | Håkons Hall, Lillehammer Počet diváků: 2,178 Rozhodčí: Stoļarovs, Līcis (LAT) |

| 8. prosince 20:15 | Slovinsko | 16 – 32 | Norsko    | Håkons Hall, Lillehammer Počet diváků: 2,674 Rozhodčí: Guseva, Vartanyan (RUS) |
| 8. prosince 20:15 | Gros 4    | (6–19)  | Løkeová 7 | Håkons Hall, Lillehammer Počet diváků: 2,674 Rozhodčí: Guseva, Vartanyan (RUS) |
| 8. prosince 20:15 | 3×        | Report  | 2×        | Håkons Hall, Lillehammer Počet diváků: 2,674 Rozhodčí: Guseva, Vartanyan (RUS) |

| 10. prosince 18:15 | Francie   | 29 – 19 | Slovinsko | Håkons Hall, Lillehammer Počet diváků: 5,050 Rozhodčí: Florescu, Duţă (ROU) |
| 10. prosince 18:15 | Signate 7 | (15–9)  | Jericek 8 | Håkons Hall, Lillehammer Počet diváků: 5,050 Rozhodčí: Florescu, Duţă (ROU) |
| 10. prosince 18:15 | 2× 3×     | Report  | 3×        | Håkons Hall, Lillehammer Počet diváků: 5,050 Rozhodčí: Florescu, Duţă (ROU) |

| 10. prosince 20:15 | Norsko    | 34 – 13 | Maďarsko      | Håkons Hall, Lillehammer Počet diváků: 10,185 Rozhodčí: Gubica, Milošević (CRO) |
| 10. prosince 20:15 | Løkeová 7 | (19–7)  | Szucsánszki 6 | Håkons Hall, Lillehammer Počet diváků: 10,185 Rozhodčí: Gubica, Milošević (CRO) |
| 10. prosince 20:15 | 1× 3×     | Report  | 6× 3×         | Håkons Hall, Lillehammer Počet diváků: 10,185 Rozhodčí: Gubica, Milošević (CRO) |

### Skupina 1
| Poř. | tým        | Z | V | R | P | VB  | OB  | +/− | B | výsledek             |
| ---- | ---------- | - | - | - | - | --- | --- | --- | - | -------------------- |
| 1.   | Dánsko     | 5 | 4 | 0 | 1 | 133 | 110 | +23 | 8 | postup do semifinále |
| 2.   | Rumunsko   | 5 | 3 | 0 | 2 | 126 | 129 | −3  | 6 | postup do semifinále |
| 3.   | Černá Hora | 5 | 3 | 0 | 2 | 125 | 123 | +2  | 6 | o 5. místo           |
| 4.   | Rusko      | 5 | 2 | 0 | 3 | 129 | 124 | +5  | 4 |                      |
| 5.   | Chorvatsko | 5 | 2 | 0 | 3 | 117 | 142 | −25 | 4 |                      |
| 6.   | Španělsko  | 5 | 1 | 0 | 4 | 117 | 119 | −2  | 2 |                      |

| 13. prosince 16:45 | Španělsko | 20 – 22 | Černá Hora | MCH Indoor Arena, Herning Počet diváků: 3,000 Rozhodčí: Kékes, Kékes (HUN) |
| 13. prosince 16:45 | Alberto 6 | (12–12) | Popović 6  | MCH Indoor Arena, Herning Počet diváků: 3,000 Rozhodčí: Kékes, Kékes (HUN) |
| 13. prosince 16:45 | 3× 2×     | Report  | 4× 3×      | MCH Indoor Arena, Herning Počet diváků: 3,000 Rozhodčí: Kékes, Kékes (HUN) |

| 13. prosince 18:45 | Rumunsko          | 31 – 22 | Chorvatsko | MCH Indoor Arena, Herning Počet diváků: 8,000 Rozhodčí: Opava, Válek (CZE) |
| 13. prosince 18:45 | Neaguová, Manea 7 | (14–12) | Penezić 6  | MCH Indoor Arena, Herning Počet diváků: 8,000 Rozhodčí: Opava, Válek (CZE) |
| 13. prosince 18:45 | 1×                | Report  | 4× 3×      | MCH Indoor Arena, Herning Počet diváků: 8,000 Rozhodčí: Opava, Válek (CZE) |

| 13. prosince 20:45 | Dánsko       | 26 – 20 | Rusko        | MCH Indoor Arena, Herning Počet diváků: 11,454 Rozhodčí: Brunovský, Čanda (SVK) |
| 13. prosince 20:45 | Augustesen 7 | (11–10) | Kuznetcova 4 | MCH Indoor Arena, Herning Počet diváků: 11,454 Rozhodčí: Brunovský, Čanda (SVK) |
| 13. prosince 20:45 | 2× 3×        | Report  | 1× 3× 1×     | MCH Indoor Arena, Herning Počet diváků: 11,454 Rozhodčí: Brunovský, Čanda (SVK) |

| 14. prosince 16:45 | Rumunsko    | 23 – 21 | Černá Hora | MCH Indoor Arena, Herning Počet diváků: 3,420 Rozhodčí: Brunovský, Čanda (SVK) |
| 14. prosince 16:45 | Neaguová 11 | (13–12) | Popović 7  | MCH Indoor Arena, Herning Počet diváků: 3,420 Rozhodčí: Brunovský, Čanda (SVK) |
| 14. prosince 16:45 | 1×          | Report  | 2× 3×      | MCH Indoor Arena, Herning Počet diváků: 3,420 Rozhodčí: Brunovský, Čanda (SVK) |

| 14. prosince 18:45 | Španělsko | 30 – 22 | Rusko                | MCH Indoor Arena, Herning Počet diváků: 9,430 Rozhodčí: Bonaventura, Bonaventura (FRA) |
| 14. prosince 18:45 | Pena 8    | (16–12) | Davydenko, Vetkova 5 | MCH Indoor Arena, Herning Počet diváků: 9,430 Rozhodčí: Bonaventura, Bonaventura (FRA) |
| 14. prosince 18:45 | 4× 3×     | Report  | 4× 3×                | MCH Indoor Arena, Herning Počet diváků: 9,430 Rozhodčí: Bonaventura, Bonaventura (FRA) |

| 14. prosince 20:45 | Dánsko       | 31 – 19 | Chorvatsko | MCH Indoor Arena, Herning Počet diváků: 11,304 Rozhodčí: Kékes, Kékes (HUN) |
| 14. prosince 20:45 | Kviesgaard 7 | (16–10) | Horvat 4   | MCH Indoor Arena, Herning Počet diváků: 11,304 Rozhodčí: Kékes, Kékes (HUN) |
| 14. prosince 20:45 | 4× 3×        | Report  | 2× 3×      | MCH Indoor Arena, Herning Počet diváků: 11,304 Rozhodčí: Kékes, Kékes (HUN) |

| 16. prosince 16:45 | Rumunsko | 20 – 35 | Rusko | MCH Indoor Arena, Herning Počet diváků: 3,980 Rozhodčí: Arntsen, Gullaksen (NOR) |
| 16. prosince 16:45 | Geiger 6 | (10–19) | Sen 6 | MCH Indoor Arena, Herning Počet diváků: 3,980 Rozhodčí: Arntsen, Gullaksen (NOR) |
| 16. prosince 16:45 | 2×       | Report  | 2×    | MCH Indoor Arena, Herning Počet diváků: 3,980 Rozhodčí: Arntsen, Gullaksen (NOR) |

| 16. prosince 18:45 | Španělsko       | 22 – 23 | Chorvatsko | MCH Indoor Arena, Herning Počet diváků: 7,630 Rozhodčí: Opava, Válek (CZE) |
| 16. prosince 18:45 | three players 5 | (10–11) | Penezić 8  | MCH Indoor Arena, Herning Počet diváků: 7,630 Rozhodčí: Opava, Válek (CZE) |
| 16. prosince 18:45 | 2× 3×           | Report  | 2× 3×      | MCH Indoor Arena, Herning Počet diváků: 7,630 Rozhodčí: Opava, Válek (CZE) |

| 16. prosince 20:45 | Dánsko  | 29 – 30 | Černá Hora | MCH Indoor Arena, Herning Počet diváků: 11,461 Rozhodčí: Bonaventura, Bonaventura (FRA) |
| 16. prosince 20:45 | Dalby 8 | (18–14) | Popović 8  | MCH Indoor Arena, Herning Počet diváků: 11,461 Rozhodčí: Bonaventura, Bonaventura (FRA) |
| 16. prosince 20:45 | 1× 3×   | Report  | 2×         | MCH Indoor Arena, Herning Počet diváků: 11,461 Rozhodčí: Bonaventura, Bonaventura (FRA) |

### Skupina 2
| Poř. | tým        | Z | V | R | P | VB  | OB  | +/− | B | výsledek             |
| ---- | ---------- | - | - | - | - | --- | --- | --- | - | -------------------- |
| 1.   | Švédsko    | 5 | 4 | 0 | 1 | 127 | 103 | +24 | 8 | postup do semifinále |
| 2.   | Norsko     | 5 | 4 | 0 | 1 | 153 | 91  | +62 | 8 | postup do semifinále |
| 3.   | Francie    | 5 | 3 | 0 | 2 | 116 | 115 | +1  | 6 | o 5. místo           |
| 4.   | Nizozemsko | 5 | 2 | 0 | 3 | 104 | 115 | −11 | 4 |                      |
| 5.   | Maďarsko   | 5 | 2 | 0 | 3 | 98  | 128 | −30 | 4 |                      |
| 6.   | Ukrajina   | 5 | 0 | 0 | 5 | 101 | 147 | −46 | 0 |                      |

| 12. prosince 16:15 | Nizozemsko | 21 – 23 | Francie                                        | Håkons Hall Počet diváků: 2,133 Rozhodčí: Gubica, Milošević (CRO) |
| 12. prosince 16:15 | Visser 9   | (10–13) | Dembele, Deroin, Lacrabère, Signate, Spincer 3 | Håkons Hall Počet diváků: 2,133 Rozhodčí: Gubica, Milošević (CRO) |
| 12. prosince 16:15 | 2× 3×      | Report  | 2× 3×                                          | Håkons Hall Počet diváků: 2,133 Rozhodčí: Gubica, Milošević (CRO) |

| 12. prosince 18:15 | Ukrajina    | 25 – 26 | Maďarsko      | Håkons Hall Počet diváků: 2,471 Rozhodčí: Gjeding, Hansen (DEN) |
| 12. prosince 18:15 | Pidpalova 9 | (12–14) | Szucsánszki 6 | Håkons Hall Počet diváků: 2,471 Rozhodčí: Gjeding, Hansen (DEN) |
| 12. prosince 18:15 | 4× 3×       | Report  | 5× 2×         | Håkons Hall Počet diváků: 2,471 Rozhodčí: Gjeding, Hansen (DEN) |

| 12. prosince 20:15 | Švédsko      | 24 – 19 | Norsko   | Håkons Hall Počet diváků: 6,535 Rozhodčí: Guseva, Vartanyan (RUS) |
| 12. prosince 20:15 | Torstenson 7 | (13–6)  | Alstad 5 | Håkons Hall Počet diváků: 6,535 Rozhodčí: Guseva, Vartanyan (RUS) |
| 12. prosince 20:15 | 4× 2×        | Report  | 2×       | Håkons Hall Počet diváků: 6,535 Rozhodčí: Guseva, Vartanyan (RUS) |

| 14. prosince 16:15 | Nizozemsko                | 27 – 19 | Maďarsko      | Håkons Hall Počet diváků: 346 Rozhodčí: Stoļarovs, Līcis (LAT) |
| 14. prosince 16:15 | Van der Heijden, Visser 6 | (15–10) | Szucsánszki 6 | Håkons Hall Počet diváků: 346 Rozhodčí: Stoļarovs, Līcis (LAT) |
| 14. prosince 16:15 | 4× 3× 1×                  | Report  | 4× 3× 1×      | Håkons Hall Počet diváků: 346 Rozhodčí: Stoļarovs, Līcis (LAT) |

| 14. prosince 18:15 | Švédsko      | 21 – 22 | Francie              | Håkons Hall Počet diváků: 2,150 Rozhodčí: Gjeding, Hansen (DEN) |
| 14. prosince 18:15 | Torstenson 8 | (9–11)  | Pineauová, Signate 4 | Håkons Hall Počet diváků: 2,150 Rozhodčí: Gjeding, Hansen (DEN) |
| 14. prosince 18:15 | 3× 1×        | Report  | 2× 3×                | Håkons Hall Počet diváků: 2,150 Rozhodčí: Gjeding, Hansen (DEN) |

| 14. prosince 20:15 | Ukrajina       | 19 – 32 | Norsko    | Håkons Hall Počet diváků: 3,527 Rozhodčí: Florescu, Duţă (ROU) |
| 14. prosince 20:15 | Laiuk, Zoria 3 | (6–13)  | Løkeová 6 | Håkons Hall Počet diváků: 3,527 Rozhodčí: Florescu, Duţă (ROU) |
| 14. prosince 20:15 | 2× 3×          | Report  | 1× 3×     | Håkons Hall Počet diváků: 3,527 Rozhodčí: Florescu, Duţă (ROU) |

| 15. prosince 16:15 | Ukrajina      | 19 – 31 | Francie     | Håkons Hall Počet diváků: 711 Rozhodčí: Gubica, Milošević (CRO) |
| 15. prosince 16:15 | Borshchenko 7 | (13–16) | Pineauová 6 | Håkons Hall Počet diváků: 711 Rozhodčí: Gubica, Milošević (CRO) |
| 15. prosince 16:15 | 1× 3×         | Report  | 2×          | Håkons Hall Počet diváků: 711 Rozhodčí: Gubica, Milošević (CRO) |

| 15. prosince 18:15 | Švédsko      | 24 – 19 | Maďarsko      | Håkons Hall Počet diváků: 2,340 Rozhodčí: Florescu, Duţă (ROU) |
| 15. prosince 18:15 | Torstenson 8 | (10–12) | Szucsánszki 8 | Håkons Hall Počet diváků: 2,340 Rozhodčí: Florescu, Duţă (ROU) |
| 15. prosince 18:15 | 1× 2×        | Report  | 4× 3×         | Håkons Hall Počet diváků: 2,340 Rozhodčí: Florescu, Duţă (ROU) |

| 15. prosince 20:15 | Nizozemsko | 13 – 35 | Norsko    | Håkons Hall Počet diváků: 5,123 Rozhodčí: Guseva, Vartanyan (RUS) |
| 15. prosince 20:15 | Abbingh 4  | (9–18)  | Løkeová 7 | Håkons Hall Počet diváků: 5,123 Rozhodčí: Guseva, Vartanyan (RUS) |
| 15. prosince 20:15 | 2×         | Report  | 1× 2×     | Håkons Hall Počet diváků: 5,123 Rozhodčí: Guseva, Vartanyan (RUS) |

### o 5. místo
| 18. prosince 11:30 | Černá Hora | 19 – 23 | Francie   | MCH Indoor Arena, Herning Počet diváků: 3,320 Rozhodčí: Kekes, Kekes (HUN) |
| 18. prosince 11:30 | Popović 5  | (5–12)  | Signate 7 | MCH Indoor Arena, Herning Počet diváků: 3,320 Rozhodčí: Kekes, Kekes (HUN) |
| 18. prosince 11:30 | 3×         | Report  | 2×        | MCH Indoor Arena, Herning Počet diváků: 3,320 Rozhodčí: Kekes, Kekes (HUN) |

### Semifinále
| 18. prosince 14:30 | Rumunsko   | 23 – 25 | Švédsko      | MCH Indoor Arena, Herning Počet diváků: 9,600 Rozhodčí: Brunovský, Čanda (SVK) |
| 18. prosince 14:30 | Neaguová 7 | (13–14) | Torstenson 9 | MCH Indoor Arena, Herning Počet diváků: 9,600 Rozhodčí: Brunovský, Čanda (SVK) |
| 18. prosince 14:30 | 2× 3×      | Report  | 2× 3×        | MCH Indoor Arena, Herning Počet diváků: 9,600 Rozhodčí: Brunovský, Čanda (SVK) |

| 18. prosince 17:00 | Dánsko | 19 – 29 | Norsko    | MCH Indoor Arena, Herning Počet diváků: 11,411 Rozhodčí: Gubica, Milošević (CRO) |
| 18. prosince 17:00 | Skov 5 | (10–14) | Sulland 7 | MCH Indoor Arena, Herning Počet diváků: 11,411 Rozhodčí: Gubica, Milošević (CRO) |
| 18. prosince 17:00 | 3×     | Report  | 2×        | MCH Indoor Arena, Herning Počet diváků: 11,411 Rozhodčí: Gubica, Milošević (CRO) |

### o 3. místo
| 19. prosince 14:30 | Dánsko           | 15 – 16 | Rumunsko   | MCH Indoor Arena, Herning Počet diváků: 11,004 Rozhodčí: Bonaventura, Bonaventura (FRA) |
| 19. prosince 14:30 | Nørgaard, Skov 4 | (7–9)   | Neaguová 6 | MCH Indoor Arena, Herning Počet diváků: 11,004 Rozhodčí: Bonaventura, Bonaventura (FRA) |
| 19. prosince 14:30 | 3×               | Report  | 1× 2×      | MCH Indoor Arena, Herning Počet diváků: 11,004 Rozhodčí: Bonaventura, Bonaventura (FRA) |

### Finále
| 19. prosince 17:00 | Norsko                | 25 – 20 | Švédsko   | MCH Indoor Arena, Herning Počet diváků: 11,004 Rozhodčí: Gjeding, Hansen (DEN) |
| 19. prosince 17:00 | Løkeová, Hammerseng 5 | (10–11) | Gulldén 7 | MCH Indoor Arena, Herning Počet diváků: 11,004 Rozhodčí: Gjeding, Hansen (DEN) |
| 19. prosince 17:00 | 1×                    | Report  | 2× 3×     | MCH Indoor Arena, Herning Počet diváků: 11,004 Rozhodčí: Gjeding, Hansen (DEN) |

## Konečné pořadí
|    | Norsko     |
|    | Švédsko    |
|    | Rumunsko   |
| 4  | Dánsko     |
| 5  | Francie    |
| 6  | Černá Hora |
| 7  | Rusko      |
| 8  | Nizozemsko |
| 9  | Chorvatsko |
| 10 | Maďarsko   |
| 11 | Španělsko  |
| 12 | Ukrajina   |
| 13 | Německo    |
| 14 | Srbsko     |
| 15 | Island     |
| 16 | Slovinsko  |